# Atima
Atima är en ort i Honduras.   Den ligger i kommunen med samma namn som tillhör Departamento de Santa Bárbara, i den västra delen av landet, 170 km nordväst om huvudstaden Tegucigalpa. Atima ligger 837 meter över havet och antalet invånare är 1 703.